# Vitalis van Antiochië
Vitalis was patriarch van Antiochië van 314 tot 320. Samen met bisschop Marcellus van Ancyra zat hij het Concilie van Ancyra in 314 voor.